# Грай (Ляпис Трубецкой)
«Грай» — інтернет-сингл гурту Ляпис Трубецкой, який було викладено для завантаження в інтернет у грудні 2010 року.

## Список композицій
1. Грай

## Склад гурту
- Сергій Міхалок — вокал.
- Павло Булатніков — вокал, перкусія.
- Руслан Владико — гітара.
- Денис Стурченко — бас-гітара.
- Влад Сенкевич  — валторна, труба, бек-вокал.
- Іван Галушко — тромбон, бек-вокал.
- Олександр Сторожук — ударні.

## Опис
«Грай» — перший білоруськомовний сингл з нового альбому «Ляписів» «Весёлые картинки». Цим синглом група вирішила привітати білорусів всього світу з Новим роком та Різдвом.
|  | «В канун волшебного праздника мы решили выпустить песню на белорусском языке, в которой хотим подарить всем белорусам ощущение весны и праздничных чудес, а также поддержать их веру в светлое будущее, позитив и неминуемую победу добра над любыми сказочными чудовищами, - объясняет Сергей Михалок. - Мы предлагаем белорусам, живущим в разных уголках земного шара, встать в хоровод, спеть эту песню хором и вернуть в наши ряды веру в дружбу, братство и любовь.» |

Пісня «Грай» була використана як аудіо-супровід до відео про події в Білорусі в день виборів президента в 2010 році. 
Послухати та завантажити пісню можна на офіційному сайті групи у розділі «Дискографія».

## Текст пісні
Недзе ля ракі, дзе не мае броду

Шэрыя быкі танчуць карагоды

Ланцугі ўначы адліваюць златам

Воран там крычыць з воўкам родным братам.

Палыхае там вогнішча да неба

П’юць яны віно, заядаюць хлебам

Песні ім пяюць старыя цыганкі

Б’юць капытам, б’юць, а ў небе  маланкі!

Гэтыя быкі, маюць сваю праўду:

Ім не трэба сонца, цемры ім багата

Ім вясны не трэба, ім зімы б паболей

Каб ты, хлопец, спаў на пячы ў няволі!

Грай! Шукай! У снах юнацтва свае мары!

Грай! Гукай! Вясны зяленай цёплай чары!

Грай! Спявай! Дружна песні райскай волі!

Грай! Грай! Гані быкоў – вярнецца доля!

Напілісь быкі, скачуць па краіне

Топчуць рушнікі капытамі ў гліне

Скачуць па дварах, адчыняюць хаты,

Хто не пахаваўся – будзе вінаватым!